# Christiane Binder-Gasper
Christiane Binder-Gasper (Pseudonyme: Hildegard Maria Binder, Christiane Gasparri; * 12. April 1935 in Duisburg; † 28. Juni 2023) war eine deutsche Schriftstellerin.

## Leben
Christiane Binder-Gasper besuchte eine Handelsschule und war anschließend als Verwaltungsangestellte tätig. Sie gehörte der Literarischen Werkstatt Duisburg an und wirkte als Herausgeberin der Zeitschrift Quadrat. Nach einem vierjährigen Aufenthalt in Griechenland ließ sie sich 1974 in Berlin nieder, wo sie seitdem als freie Schriftstellerin und Regisseurin lebte. 1986 nahm sie am Ingeborg-Bachmann-Wettbewerb in Klagenfurt teil. 
Christiane Binder-Gasper war Verfasserin von Romanen, Erzählungen, Gedichten und Hörspielen. 
Christiane Binder-Gasper war Mitglied des Verbandes Deutscher Schriftsteller, ab 1989 war sie Vorsitzende des Berliner Landesverbandes. Daneben gehörte sie u. a. der Berliner Neuen Gesellschaft für Literatur sowie seit 1985 der GEDOK an. 1982 erhielt sie ein Literaturstipendium des Berliner Senators für Wissenschaft und Kulturelle Angelegenheiten.

## Werke
- Rot und Tauben, Berlin (West) 1980
- Alexanders Freund, Düsseldorf 1984 (mit Originalgrafiken von Klaus Endrikat)
- Gazellenherz, Düsseldorf 1985